# 2902 Westerlund
2902 Westerlund (1980 FN3) là một tiểu hành tinh vành đai chính được phát hiện ngày 16 tháng 3 năm 1980 bởi Claes-Ingvar Lagerkvist ở Đài thiên văn La Silla.